# علم النحل

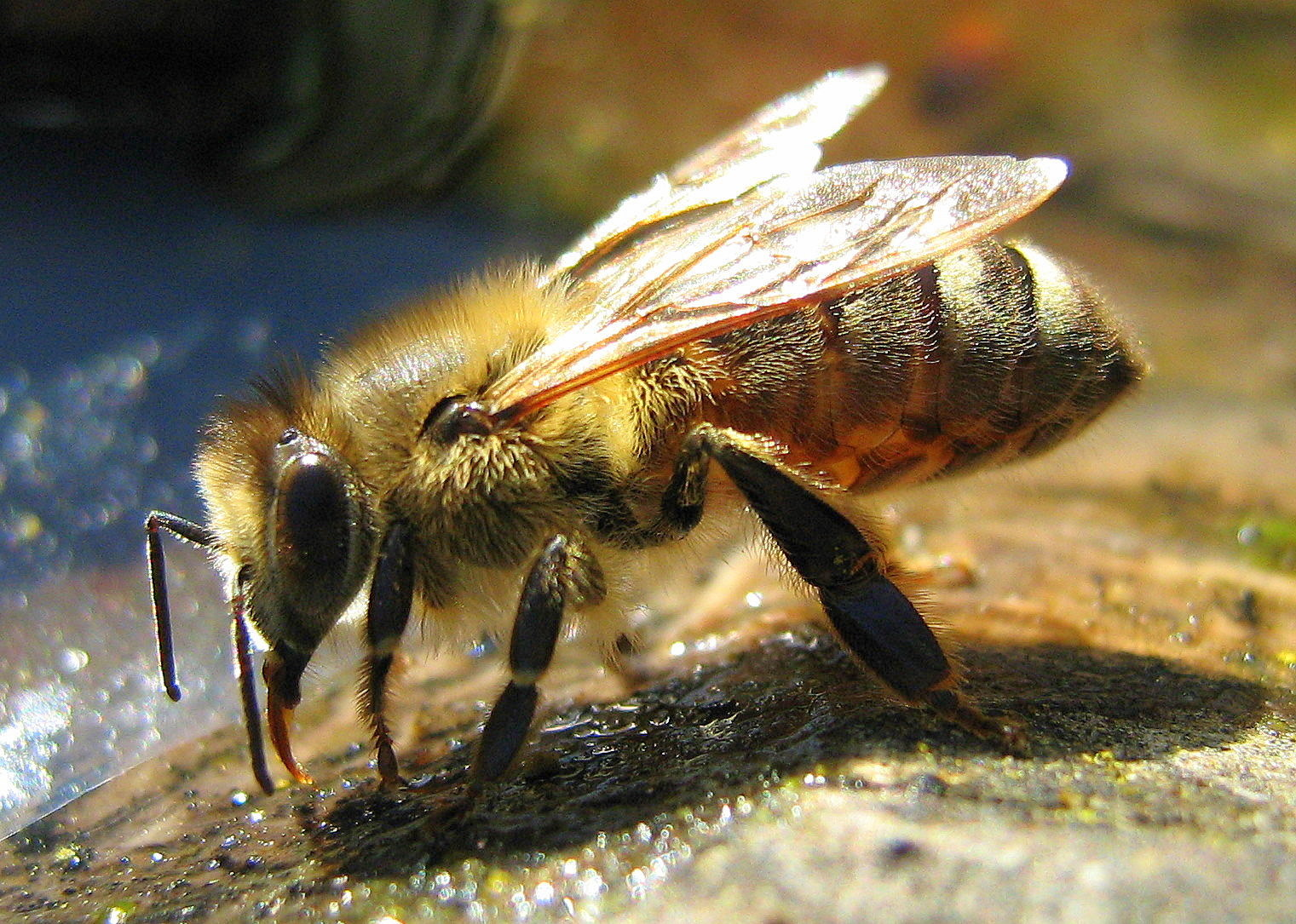

علم النحل هو الدراسة العلمية للنحل بشكل عام، كأحد فروع علم الحشرات، ويتم اختيار نحل العسل كمجموعة دراسية، لأنه يعطى أجوبة كثيرة على تطور الأنظمة الاجتماعية.